# Phytomyzinae
Sous-famille
Les Phytomyzinae sont une sous-famille de mouches de la famille des Agromyzidae.

## Liste des genres
Selon BioLib (4 décembre 2020) :
- Amauromyza Hendel, 1931
- Aulagromyza Enderlein, 1936
- Calycomyza Hendel, 1931
- Cerodontha Rondani, 1861
- Chromatomyia Hardy, 1849
- Galiomyza Spencer, 1981
- Gymnophytomyza Hendel, 1936
- Haplopeodes Steyskal, 1980
- Liriomyza Mik, 1894
- Metopomyza Enderlein, 1936
- Napomyza Westwood, 1840
- Nemorimyza Frey, 1946
- Phytobia Lioy, 1864
- Phytoliriomyza Hendel, 1931
- Phytomyza Fallén, 1810
- Pseudonapomyza Hendel, 1920
- Ptochomyza Hering, 1942
- Selachops Wahlberg, 1844
- Xeniomyza de Meijere, 1934

Auxquels l’ITIS ajoute :
- Haplomyza
- Paraphytomyza

## Systématique
Le nom valide complet (avec auteur) de ce taxon est Phytomyzinae Fallén, 1823.